# 2006 ワールド・ベースボール・クラシック オーストラリア代表
2006 ワールド・ベースボール・クラシック オーストラリア代表（2006 - オーストラリアだいひょう）は、2006年に開催された第1回ワールド・ベースボール・クラシックに出場した、野球のオーストラリア代表チームである。監督はジョン・ディーブル。

## 経緯
アテネ五輪銀メダルという経歴から期待されたが、メジャー選手を多く要するドミニカ共和国、ベネズエラという強豪2ヶ国に敗れ、第1ラウンドで姿を消した。
国外リーグに選手を輸出して強化を図っているため、すべての選手が米球界経験者であり、ほとんどがメジャー傘下のマイナーリーガー、または国内のアマチュアリーグでプレーする元マイナーリーガーである。

## 最終成績
第1ラウンド敗退（大会通算成績：0勝3敗）

### 第1ラウンド
POOL D で0勝3敗の最下位に終わり、敗退
- 3月7日：イタリア戦（クラッカー・ジャック・スタジアム / 2時間16分 / 8,099人）

|                       | 1 | 2 | 3 | 4 | 5 | 6 | 7 | 8 | 9 | 計 | H  | E |
| オーストラリア（1敗） | 0 | 0 | 0 | 0 | 0 | 0 | 0 | - | - | 0  | 1  | 2 |
| イタリア（1勝）       | 0 | 3 | 1 | 1 | 2 | 2 | 1 | - | - | 10 | 12 | 1 |
勝：ジェイソン・グリーリ（1勝）　敗：ジョン・スティーブンス（1敗）
本塁打：[イタリア]　マーク・サッコマーノ1号（2ラン、アダム・ブライト）　ビンス・シニッシ1号（2ラン、リッチ・トンプソン）
第1ラウンドを勝ち抜くには負けられない試合だったが、メジャーリーガーを多く要するイタリアに力負けした。
- 3月9日：ベネズエラ戦（クラッカー・ジャック・スタジアム / 2時間45分 / 10,111人）

|                       | 1 | 2 | 3 | 4 | 5 | 6 | 7 | 8 | 9 | 計 | H | E |
| ベネズエラ（2勝1敗）  | 0 | 1 | 0 | 0 | 0 | 1 | 0 | 0 | 0 | 2  | 4 | 0 |
| オーストラリア（2敗） | 0 | 0 | 0 | 0 | 0 | 0 | 0 | 0 | 0 | 0  | 1 | 0 |
勝：ケルビム・エスコバー（1勝）　S：フランシスコ・ロドリゲス（1S）　敗：フィル・ブラシントン（1敗）
本塁打：[ベネズエラ]　ラモン・ヘルナンデス1号（ソロ、フィル・ブラシントン）
ベネズエラの強力投手陣にわずか一安打で、完封負けを喫した。
- 3月10日：ドミニカ共和国戦（クラッカー・ジャック・スタジアム / 2時間52分 / 12,083人）

|                          | 1 | 2 | 3 | 4 | 5 | 6 | 7 | 8 | 9 | 計 | H | E |
| オーストラリア（0勝3敗） | 1 | 0 | 0 | 0 | 0 | 1 | 0 | 0 | 2 | 4  | 7 | 1 |
| ドミニカ共和国（2勝）    | 0 | 3 | 1 | 1 | 0 | 1 | 0 | 0 | X | 6  | 8 | 2 |
勝：ダニエル・カブレラ（1勝）　敗：ダミアン・モス（1敗）
本塁打：なし
強豪相手に予想以上の接戦を見せたが小刻みに失点を許し、全敗で予選を終了した。

## 出場メンバー
| ポジション | 背番号 | 氏名                       | 所属球団                         | 投 | 打 | 備考 |
| ---------- | ------ | -------------------------- | -------------------------------- | -- | -- | ---- |
| 監督       |        | ジョン・ディーブル         |                                  |    |    |      |
| 投手       | 11     | アダム・ブライト           | コロラド・ロッキーズ傘下         | 左 | 左 |      |
| 投手       | 13     | マシュー・ゲイアン         | クイーンズランド                 | 右 | 右 |      |
| 投手       | 15     | ポール・ミルドレン         | フロリダ・マーリンズ傘下         | 左 | 右 |      |
| 投手       | 19     | リッチ・トンプソン         | ロサンゼルス・エンゼルス傘下     | 右 | 右 |      |
| 投手       | 21     | フィル・ブラシントン       | パース・ヒート                   | 右 | 右 |      |
| 投手       | 24     | ジョン・スティーブンス     | ボルチモア・オリオールズ傘下     | 右 | 右 |      |
| 投手       | 27     | ダミアン・モス             | アトランタ・ブレーブス傘下       | 左 | 右 |      |
| 投手       | 30     | トリスタン・クロフォード   | ミネソタ・ツインズ傘下           | 右 | 右 |      |
| 投手       | 31     | クレイグ・アンダーソン     | ボルチモア・オリオールズ傘下     | 左 | 左 |      |
| 投手       | 39     | フィル・ストックマン       | アトランタ・ブレーブス傘下       | 右 | 右 |      |
| 投手       | 42     | ピーター・モイラン         | ビクトリア                       | 右 | 右 |      |
| 投手       | 44     | ウェイン・ラングレン       | ブロックトン・ソックス           | 右 | 右 |      |
| 投手       | 57     | エイドリアン・バーンサイド | トロント・ブルージェイズ傘下     | 右 | 右 |      |
| 投手       | -      | ジョシュ・ヒル             | ミネソタ・ツインズ傘下           | 右 | 右 |      |
| 投手       | -      | ライアン・ローランドスミス | シアトル・マリナーズ傘下         | 右 | 右 |      |
| 捕手       | 14     | デーブ・ニルソン           | 豪州・国内リーグ                 | 右 | 左 |      |
| 捕手       | 35     | マシュー・ケント           | ボストン・レッドソックス傘下     | 右 | 左 |      |
| 捕手       | 47     | アンドリュー・グラハム     | デトロイト・タイガース傘下       | 右 | 右 |      |
| 捕手       | 48     | マイケル・コリンズ         | ロサンゼルス・エンゼルス傘下     | 右 | 右 |      |
| 内野手     | 4      | ギャビン・フィングルソン   | ニュー・サウス・ウェイルズ       | 右 | 右 |      |
| 内野手     | 7      | トレント・ダーリントン     | ボストン・レッドソックス傘下     | 右 | 右 |      |
| 内野手     | 16     | ルーク・ヒューズ           | ミネソタ・ツインズ傘下           | 右 | 右 |      |
| 内野手     | 17     | ブレット・ロンバーグ       | ピッツバーグ・パイレーツ傘下     | 左 | 左 |      |
| 内野手     | 18     | グレン・ウィリアムス       | ミネソタ・ツインズ傘下           | 右 | 右 |      |
| 内野手     | 22     | ブレンダン・キングマン     | ニュー・サウス・ウェイルズ       | 右 | 右 |      |
| 内野手     | 26     | ジャスティン・ヒューバー   | カンザスシティ・ロイヤルズ       | 右 | 右 |      |
| 内野手     | 29     | ブラッド・ハーマン         | フィラデルフィア・フィリーズ傘下 | 右 | 右 |      |
| 外野手     | 6      | ロドニー・バン・ブイゼン   | ニュー・サウス・ウェイルズ       | 右 | 右 |      |
| 外野手     | 8      | トレント・オルテン         | ミネソタ・ツインズ傘下           | 左 | 左 |      |
| 外野手     | 23     | ポール・ルトガーズ         | チリコッセ・ペインツ             | 右 | 右 |      |
| 外野手     | 25     | トム・ブライス             | 誠泰コブラス                     | 左 | 左 |      |